# Rhizothera
Rhizothera és un gènere d'ocells de la subfamília dels perdicins (Perdicinae), dins la família dels fasiànids (Phasianidae). Aquestes perdius de llarg bec, viuen en zones boscoses de la Península Malaia, Sumatra i Borneo.

## Llistat d'espècies
S'han descrit dues espècies d'aquest gènere:
- Perdiu becllarga (Rhizothera longirostris).
- Perdiu del Dulit (Rhizothera dulitensis).

Alguns autors consideren dulitensis una subespècie de longirostris.